# Eike Sebastian Debus
Eike Sebastian Debus (* 16. Mai 1962 in Marburg) ist ein deutscher Chirurg und Hochschullehrer.

## Leben
Als Sohn des Germanisten Friedhelm Debus wurde Debus in Groningen eingeschult. Nach dem Wechsel an die Grundschulen in Dautphetal, Schierensee und Mielkendorf kam er 1972 an die Kieler Gelehrtenschule. Nachdem er im Mai 1981 das Abitur gemacht hatte,
studierte er an der Christian-Albrechts-Universität zu Kiel und an der Mayo Clinic Medizin. Nach dem Praktischen Jahr am Universitätsspital Zürich bestand er im Juni 1988 das Staatsexamen. Im selben Monat approbiert, diente er 14 Monate als Stabsarzt bei der Bundesmarine in Mürwik. Im Juni 1989 wurde er in Kiel zum Dr. med. promoviert. Zum 1. November 1989 ging er für ein Jahr zu Hans Konrad Müller-Hermelink in der Pathologie des Universitätsklinikums Würzburg. Nach zehn Monaten in der Chirurgie der Philipps-Universität Marburg war er ab 1991 über 12 Jahre bei Arnulf Thiede in der Würzburger Chirurgie. 1999 habilitierte er sich. Im Mai 2003 wurde er Chef der Allgemein-, Gefäß- und Viszeralchirurgie im Allgemeinen Krankenhaus Harburg. 2007 leitete er die 180., 2011 die 188. und 2017 die 200. Tagung der Vereinigung Nordwestdeutscher Chirurgen. Seit 2013 ist er 1. Schriftführer (= Präsident) der Vereinigung. Zum 1. Oktober 2009 kam er im Universitätsklinikum Hamburg-Eppendorf auf den Lehrstuhl für Gefäßchirurgie. 2013/14 war er Präsident der Deutschen Gesellschaft für Gefäßchirurgie und Gefäßmedizin und zeitgleich Präsidiumsmitglied der Deutschen Gesellschaft für Chirurgie. Zwischen 2015 und 2020 war er Generalsekretär der European Society for Vascular Surgery. Seine wissenschaftlichen Hauptarbeitsgebiete sind die vaskuläre Versorgungsforschung, die Therapie von Erkrankungen der Aorta und der peripheren arteriellen Verschlusskrankheit sowie die Wundheilung.

## Kammermusik
Von 1980 bis 1982 studierte Debus zugleich Kontrabass und Klavier an der Musikhochschule Lübeck. 1981 gewann er beim Bundeswettbewerb Jugend musiziert den 1. Preis in Klavierbegleitung. Als Student spielte er im Kieler Schloss das
Klavierkonzert (Schumann). Mit seinen Brüdern musiziert er im Debus-Trio. Mit drei Kollegen bildet er das Quartetto Vasculare. Das Klavierquartett wurde 2009 anlässlich der 25. Jahrestagung der Deutschen Gesellschaft für Gefäßchirurgie in München gegründet. Richard Brandl (Violine) ist Phlebologe in München, Martin Storck (Viola) Gefäßchirurg in Karlsruhe und Sebastian Schellong (Violoncello) Angiologe in Dresden. 2010 erschien eine CD mit Mozarts Klavierquartett g-Moll KV 478 und Schumanns Es-Dur-Quartett op. 47; beteiligt war die Tochter Felicitas Debus (Violoncello).

## Beiräte
- Deutsche Gesellschaft für Gefäßchirurgie
- Deutsche Gesellschaft für Biomechanik

## Veröffentlichungen (Auswahl)
- als Hrsg. mit Walter Gross-Fengels: Operative und interventionelle Gefäßmedizin. Springer, Berlin/Heidelberg 2012, ISBN 978-3-642-01708-7. GoogleBooks
- mit Reinhart T. Grundmann: Evidenzbasierte Gefäßchirurgie. Springer, Berlin/Heidelberg 2015, ISBN 978-3-662-47166-1. GoogleBooks
- mit Reinhart T. Grundmann und Julika Heilberger: Good Clinical Practice in der Gefäßchirurgie: Qualitätsziele und Patientensicherheit. Springer, Berlin/Heidelberg 2017, ISBN 978-3-662-54297-2. GoogleBooks
- als Hrsg. mit Rüdiger Döhler und Heinz-Jürgen Schröder: Chirurgie im Norden. Zur 200. Tagung der Vereinigung Norddeutscher Chirurgen in Hamburg 2017. Kaden Verlag, Heidelberg 2017, ISBN 978-3942825672.